# Fuckparade

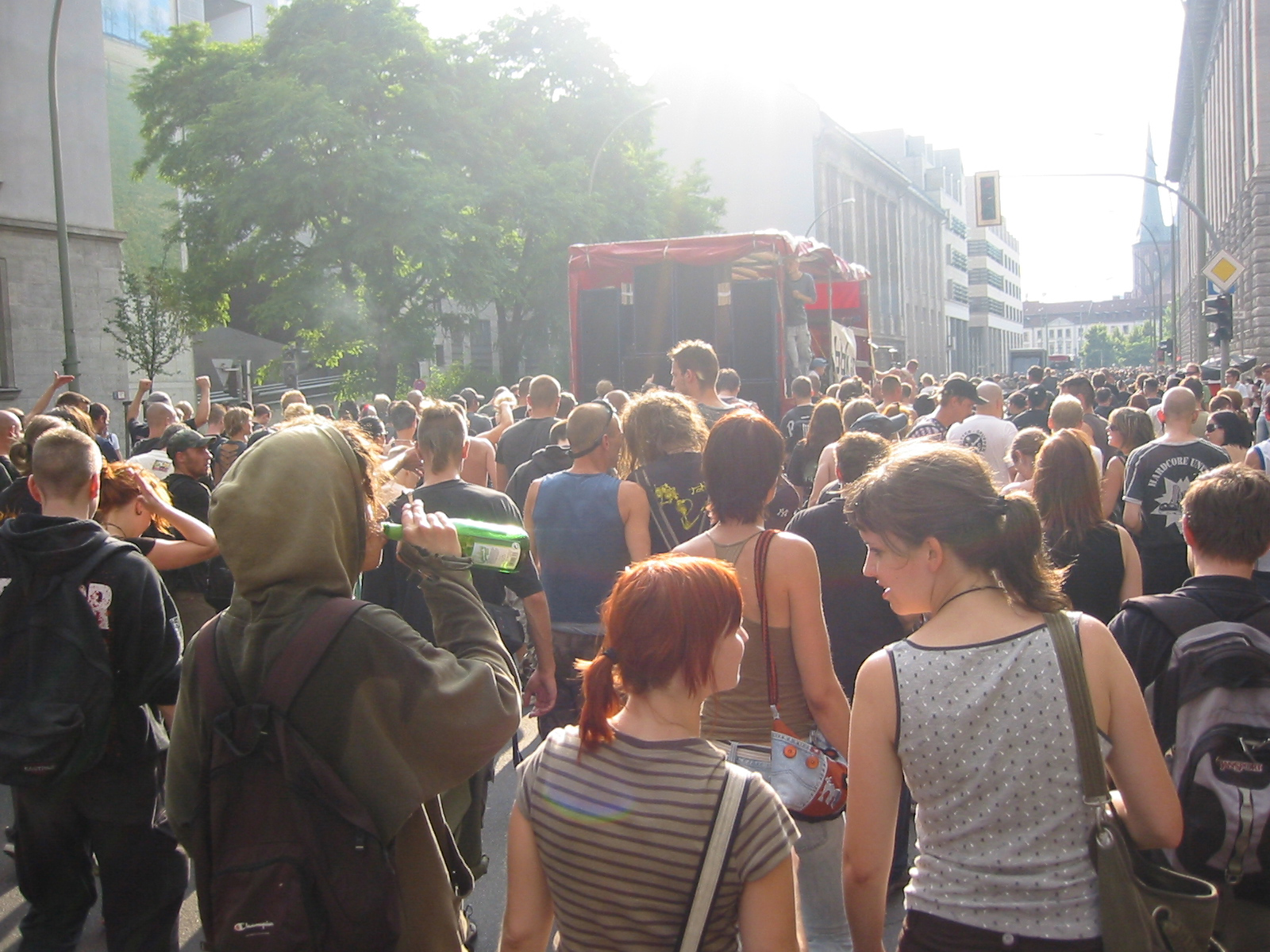
Fuckparade 2006

 Fuckparade è una manifestazione di musica techno estiva che si tiene a Berlino ogni anno. L'evento è nato in seguito all'esclusione della musica gabber e la commercializzazione della Loveparade. A partire dal 2001, l'evento ha avuto alcuni problemi con le autorità, ma nel 2007 il tribunale amministrativo federale della Germania ha stabilito che l'evento risponde esattamente alla definizione di "dimostrazione".
Un meme nato in internet chiamato Techno Viking vede protagonista un personaggio dall'identità ignota, che indossa un ciondolo a forma di Martello di Thor che danza alla Fuckparade del 2000.